# Monte Disgrazia
Monte Disgrazia je hora v horské skupině Bernina, v Lombardii, na severu Itálie. Leží severně od města Sondrio, v blízkosti hranice se Švýcarskem.
Hlavní hřeben Berniny s nejvyšším vrcholem Východních Alp Piz Bernina leží na švýcarsko-italské hranici. Monte Disgrazie vystupuje jihozápadně jako samostatný, velmi vysoký horský masiv.
S výškou 3 678 metrů náleží k nejvyšším horám v Itálii s prominencí vyšší než 500 metrů.